# Cardamine maxima
Espèce
Classification phylogénétique
La Cardamine géante ou la Dentaire géante (Cardamine maxima) est une espèce de plante de la famille des brassicacées.
C'est une espèce menacée au Québec.